# Hyttdammen, Västmanland
Hyttdammen är en sjö i Hällefors kommun i Västmanland och ingår i Norrströms huvudavrinningsområde.